# جان هنري فابر
جان هنري فابر (بالفرنسية: Jean-Henri Fabre)‏ (1823 - 1915)، عالم حشرات ومؤلف فرنسي، اشتهر بمشاهداته ودراساته على سلوك الحشرات. عني بدراسة غشائيات الأجنحة hymenoptera (أي النحل الزبابير الخ)
و مغمدات الأجنحة coleoptera (أي الخنافس) ومستقيمات الأجنحة (أي الجنادب وما إليها). وعلى الرغم من أنه لم يأخذ بنظرية النشوء والارتقاء قط فقد كان عمله موضع أعجاب داروين نفسه.

## أهم مؤلفاته
«حياة العنكبوت» 1912، و«عجائب الغريزة» صدر 1918، و«عجائب عالم الحشرات» صدر 1938.

## روابط خارجية
- جان هنري فابر على موقع الموسوعة البريطانية (الإنجليزية)
- جان هنري فابر على موقع ميوزك برينز (الإنجليزية)
- جان هنري فابر على موقع ديسكوغز (الإنجليزية)